# جيمس ماير (لاعب كريكت)
جيمس ماير (7 مارس 1966 في المملكة المتحدة - )  (بالإنجليزية: James Meyer)‏ هو لاعب كريكت بريطاني. لعب مع نادي مقاطعة شروبشاير للكريكت ‏.